# Poleanka
Poleanka (în ucraineană Полянка) este o așezare de tip urban din raionul Baranivka, regiunea Jîtomîr, Ucraina. În afara localității principale, nu cuprinde și alte sate.

## Demografie
Componența lingvistică a așezării de tip urban Poleanka
     Ucraineană (98,53%)
     Rusă (1,36%)
     Alte limbi (0,06%)
Conform recensământului din 2001, majoritatea populației așezării de tip urban Poleanka era vorbitoare de ucraineană (98,53%), existând în minoritate și vorbitori de rusă (1,36%).